# Leitra

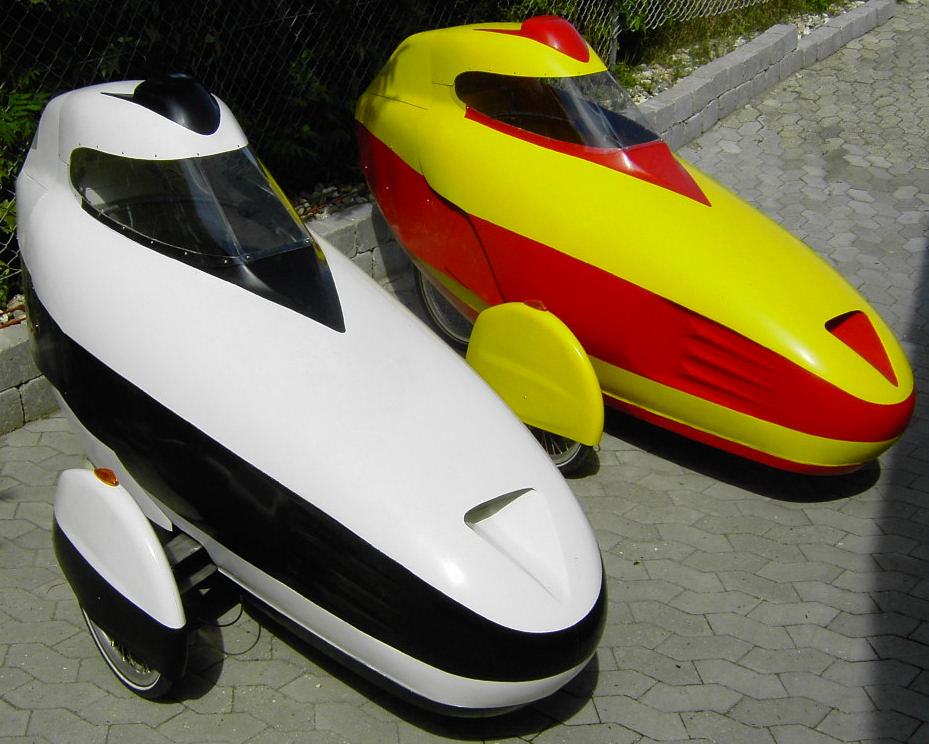
Två stycken velomobiler av modell Leitra

Leitra är ett danskt företag som tillverkar cykelbil med samma namn.
Under oljekrisen i slutet av 1970-talet inspirerades piloten och ingenjören Carl Georg Rasmussen till att utveckla en modern version av cykelbilen. Han grundade företaget Leitra (namnet står för Let individuel transport) och byggde den första Leitran 1980. Till skillnad mot cykelbilen Fantom har Leitra tre hjul istället för fyra, och istället för plywood har glasfiber använts till karossen.

## Tekniska data
- Längd: 195–205 cm, beroende på förarens benlängd.
- Bredd: 98 cm.
- Höjd: 120–140 cm, beroende på förarens längd.
- Vikt: 28–30 kg inklusive kaross, utan kaross 18–20 kg.